# ائتلاف حماية أعماق البحار
ائتلاف حماية أعماق البحار (DSCC) هو تحالف يضم أكثر من 60 منظمة دولية تعمل على تعزيز حماية التنوع البيولوجي في أعالي البحار. ويدعو الائتلاف الجمعية العامة للأمم المتحدة لإصدار قرار بشأن الصيد بشباك الجر القاعي في أعالي البحار من أجل حماية الجبال البحرية والشعب المرجانية في المياه الباردة والنظم الإيكولوجية الضعيفة في أعماق البحار.

## نظرة عامة
يضم أعضاء ائتلاف حماية أعماق البحار منظمات بيئية محلية ووطنية ودولية. ويشمل أعضاء الفريق التوجيهي كونزيرفيشن إنترناشيونال ومنظمة السلام الأخضر والمعهد البيولوجي للحماية البحرية ومجلس الدفاع عن الموارد الطبيعية وأوشينا وبيو تشاريتبل تراستس (Pew Charitable Trusts) وسيز أت ريسك (Seas at Risk). ومن بين أنصار الائتلاف علماء البحار والمحامين البيئيين ونشطاء في مجال الحماية البيئية مثل دكتورة سيلفيا إيرل (Sylvia Earle) والدكتور كالوم روبرتس والدكتور إليوت نورس (Elliott Norse) والدكتور ألكس روجرز (Alex Rogers) وماتيو جياني (Matthew Gianni) وكيلي ريج (Kelly Rigg) (منسق ائتلاف حماية أعماق البحار) وكارين ساك (Karen Sack) وبيل تشاندلر (Bill Chandler) وأرلو هيمفيل (Arlo Hemphill) وليزا سبير (Lisa Speer) وتشارلز فوكس (Charles Fox) ودونكان كيوري (Duncan Currie) ودورثيا هانجارد (Dorthea Hangaard) وستيفين لاتز (Steven Lutz) وبيجي كالاس (Peggy Kalas) ولين جولدسويرثي (Lyn Goldsworthy) وميريلا فون ليندينفيلز (Mirella von Lindenfels). ومن بين الشخصيات الأخرى التي تحدثت باسم الائتلاف سيغورني ويفر (Sigourney Weaver) والدكتور جيفري ساكس (Jeffrey Sachs) والدكتورة إيلين بيكتش (Ellen Pikitch) والدكتور ديفيد سوزوكي (David Suzuki).